# Re del silenzio (album)
Re del silenzio è la prima raccolta non ufficiale (in quanto non autorizzata dalla band) dei Litfiba e pubblicata dalla casa discografica Warner Music Italy il 15 febbraio 1994, poco dopo il passaggio del gruppo fiorentino alla EMI. Per la prima volta, con questa raccolta, viene proposto in formato CD il brano Elettrica Danza del 1984, tratto dall'EP Yassassin.

## Tracce
1. Re del silenzio[1] - 4:08
2. Resta[1] - 2:54
3. Gira nel mio cerchio[1] - 3:38
4. Amigo[2] - 3:22
5. Louisiana[2] - 5:31
6. Cangaceiro[3] - 5:01
7. Proibito[4] - 3:49
8. Gioconda[4] - 5:08
9. El Diablo[4] - 4:26
10. Bambino (nuova versione)[3] - 5:03
11. Tex (remix)[3] - 5:36
12. Maudit[5] - 4:54
13. Sotto il vulcano[5] - 4:47
14. Dimmi il nome[5] - 3:41
15. Fata Morgana[5] - 5:14
16. Elettrica danza[6] (bonus track) - 3:21

## Musicisti

### Formazione nel 1993
- Piero Pelù - voce
- Ghigo Renzulli - chitarra
- Antonio Aiazzi - tastiere
- Roberto Terzani - basso dalla traccia 7 alla 15
- Franco Caforio - Batteria nelle tracce da 12 a 15

### Altri musicisti
- Gianni Maroccolo - Basso dalla traccia 1 alla 6, e nella 16
- Ringo De Palma - batteria nelle tracce da 1 a 6, e nella 16
- Daniele Trambusti - batteria nelle tracce da 7 a 11
- Candelo Cabezas - percussioni nelle tracce dalla 6 alla 11
- Federico Poggipollini - seconda chitarra nelle tracce da 10 a 15, e nella 8
- Francesco Magnelli - tastiere aggiuntive in Cangaçeiro

## Errori
- Nel libretto del disco viene indicato che Cangaceiro è tratta dall'album Pirata, ma in realtà è proposto il brano in versione studio, tratto dalla raccolta Sogno ribelle.

## Classifiche

### Classifiche settimanali
| Classifica (1994) | Posizione massima |
| ----------------- | ----------------- |
| Europa            | 55                |
| Italia            | 5                 |